# Хильперик (король Аквитании)

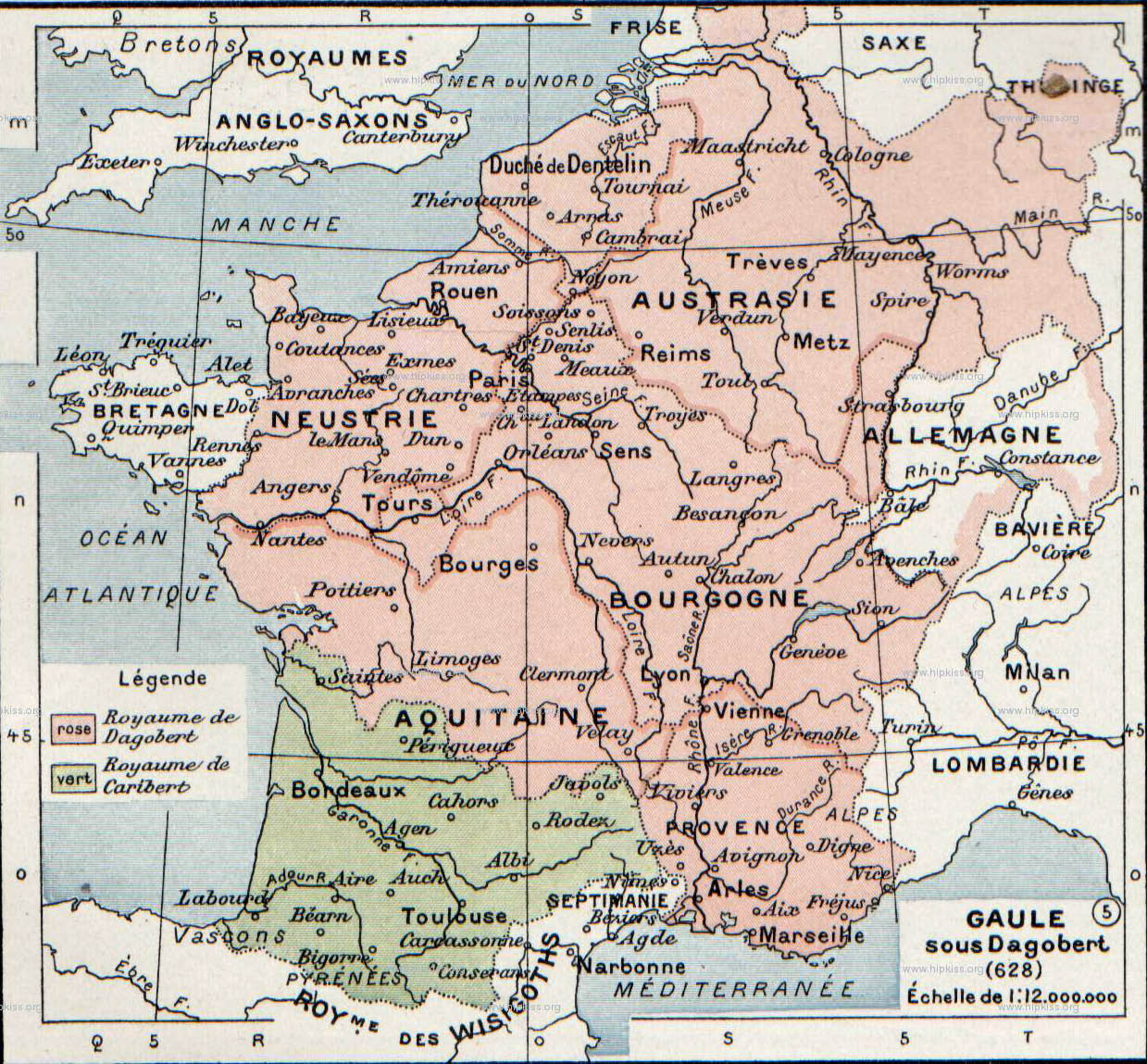
Франкское государство в 628 году

Хильперик (лат. Chilperic; 629/630—632) — король Аквитании в 632 году из династии Меровингов. В некоторых хрониках назван Хильдериком.

## Биография
По свидетельству Фредегара, Хильперик — сын короля Аквитании Хариберта II. Имя его матери точно не известно, но в «Хартии Алаона» она названа Гизелой Васконской. Хильперик родился в 629 или 630 году где-то в Васконии. Когда в 632 году его отец внезапно умер, он был объявлен королём Аквитании. Однако войско его дяди Дагоберта I вторглось во владения малолетнего короля. Хильперик был схвачен и убит.